# PMAM之慾望俱樂部
《PMAM之慾望俱樂部》是2015年台灣偶像劇、中天綜合台迷你偶像劇，中國大陸名為《勁舞青春》。本劇由野火娛樂製作，接檔《美好偵探社》登入樂視網《樂視午間自製劇場》。由陳彥銘（B2）執導，謝祖武、林采缇、梁正群、夏語心、舒子晨、唐可玄、小、Kimi、張兆志、大飛等主演。本劇於2015年2月17日在樂視網播出。
《慾望俱樂部》故事延續夜店主題，為PMAM系列第三季，主要是在描速來自三個來自不同生活背景的女孩，為了各自不同的目標而加入了夜店舞蹈團體，成為“Pa Pa Girls”的成員之一。當她們在夜店碰到兩個事業有成的富二代蔣至中和林大樹，這五個男男女女的相遇，五種不同的慾望相互碰撞，必將有人在慾望中勝利、有人在慾望中犧牲。
《慾望俱樂部》首次採用了4K解析度拍攝。而為了更真實的演繹舞孃的生活和舞技，導演找來台北最火夜店舞孃團，為三個主演進行一對一的舞蹈培訓，精彩畫面可媲美電影《舞出我人生》。

## 播出時間

### 網路首播
| 頻道/網路 | 播映日期      | 播出時間                |
| --------- | ------------- | ----------------------- |
| 樂視網    | 2015年2月17日 | 周一至周日中午12:00一集 |

## 演員

### 主要演員
| 演員   | 角色          | 介紹 | 登場集數                                   |
| 謝祖武 | 林大樹        | 中年大叔桃花開，和夜店舞團女孩有段曖昧的故事，屆時要和20幾歲小弟弟搶女友。與豆哥、皮卡丘是哥們，喜歡盼盼，與盼盼交往。27集出車禍過世。         | 1-28                                       |
| 梁正群 | 蔣至中        | 40歲中年大叔，是名設計師，在戲中與嫩妹（貝安）談戀愛。                                                                                         | 1-3,5-8,10-35,38,40                        |
| 林采缇 | 貝安          | 與翊琪、彤彤、Shan、盼盼組舞團女孩PaPa Girls，火辣夜店舞者，外界看來視錢如命，但事是為了賺錢照顧遠在加拿大的爸爸，跟蔣至中有段曖昧不明的關係。 | 1-18,20-36,38-40                           |
| 夏語心 | 張翊琪        | 與貝安、彤彤、Shan、盼盼組舞團女孩PaPa Girls，一心想當上明星，誤以為林大樹喜歡她，後來跟阿華談戀愛                                             | 1-23,27-40                                 |
| 唐可玄 | Shan          | 與貝安、彤彤、翊琪、盼盼組舞團女孩PaPa Girls，個性酷、臭跩、很少笑。                                                                           | 1-5,7-8,10-23,27-28,31-40                  |
| 舒子晨 | 彤彤          | 與貝安、翊琪、Shan、盼盼組舞團女孩PaPa Girls，是舞團團長。                                                                                     | 1-5,10,12-18,20,22-23,25-26,28-29,31-35,40 |
| 小     | 楊明 （阿明） | 盼盼的前男友，舞蹈老師，跟小愛有一腿。 | 1-13,16-27,29                              |
| Kimi   | 黄盼盼        | 親民謙虛的千金小姐，與貝安、彤彤、翊琪、Shan組舞團女孩PaPa Girls，因為看到阿明跟小愛甜蜜的畫面，跟阿明分手。最後跟中年大叔（林大樹）交往。     | 1-29,40                                    |
| 張兆志 | 豆哥 （豆子） | 與林大樹、皮卡丘是哥們，夜店老闆。 | 1-3,5-7,9-15,17-18,20-37,39-40             |
| 大飛   | 皮卡丘        | 本名邱亞比，與林大樹、豆哥是哥們、蜜糖女孩裡Jenny的前男友。                                                                                    | 1,3,5-13,15,17-25,28,30-32,34-40           |
| 黃鈺涵 | 小愛          | 舞蹈團學員，跟阿明有一腿 | 5-7,10-11,16,19-20,23-25                   |
| 林薇多 | GIGI          | PMAM舞蹈PK團-蜜糖女孩成員 | 15-17,25,30-31,34-35,40                    |
| 陳若穎 | 若穎          | PMAM舞蹈PK團-蜜糖女孩成員 | 15-17,25,30-35,38,40                       |
| 成語蕎 | Jenny         | PMAM舞蹈PK團-蜜糖女孩成員，皮卡丘的前女友。 | 15-17,21-22,25,31-32,34-35,40              |
| 郭彥甫 | 阿華          | 林大樹的學弟，與PaPa Girls的張翊琪有感情戲 | 28-29,31-32,34-35,37,38,40                 |

### 其他演員
| 演員   | 角色   | 介紹                                                           | 登場集數               |
| 馮媛甄 | 圈圈   | 林大樹前女友                                                   | 1                      |
| 鳥來嬤 | 林媽媽 | 林大樹的媽媽，一心想抱孫子                                     | 1,3-4,9,14-16,18,28-29 |
| 湯志偉 | 黃父   | 黃盼盼的爸爸。                                                 | 2-4,7,9,16-17,20-21,29 |
| 陳幼芳 | 曉暉母 | 曉暉的媽媽                                                     | 3-4                    |
| LULU   | 曉暉   | 和林大樹相親的女生                                             | 3-4                    |
| 民雄   | 老闆   | 摩托車老闆                                                     | 3                      |
| 蔡佳玲 | 蔡小姐 | 畫展老闆娘                                                     | 3                      |
| 馬國賢 | 馬國賢 | 老闆                                                           | 3                      |
| 佩佩   | 佩佩   | 蔣至中朋友                                                     | 5                      |
| 大衛   | 大衛   | 經紀人                                                         | 6                      |
| 卡古   | 至中   | 宅男                                                           | 6                      |
| 小茉莉 | 小茉莉 | 貝安朋友                                                       | 6                      |
| 林彥君 | 彥君   | 貝安朋友                                                       | 6                      |
| 唐從聖 | 志學   | 林大樹朋友                                                     | 6,8                    |
| 王心嫚 | 唐銳   | 麵包店員工                                                     | 6,8,13,29              |
| 小優   | Judy   | 與PaPa Girls成員貝安認識，在酒店上班                           | 7,9-10,12-15           |
| 拐拐   | 拐拐   | 廣告女神                                                       | 8                      |
| Mei    |        | 林大樹前妻                                                     | 8                      |
| 張克帆 | 勝雄   | 林大樹朋友                                                     | 8-9,12                 |
| 詹惟中 | 詹惟中 | 骨董攤販                                                       | 8                      |
| 白雲   | 白雲   | 夜店咖                                                         | 9,13                   |
| 派瑞克 | 派瑞克 |                                                                | 9-10                   |
| 劉伊心 | 劉伊心 | 蔣至中前女友                                                   | 11                     |
| 鄧志鴻 | 鄧志鴻 | 跟阿明一起切磋籃球                                             | 11                     |
| 賴薇如 | 小薇   | 熟女團之一                                                     | 11-12                  |
| 韋汝   | 小韋   | 熟女團之一                                                     | 11-12                  |
| Paul   | 阿當哥 | 廣告總監                                                       | 15                     |
| 曲家瑞 | 曲家瑞 | 林大樹安排相親對象                                             | 15                     |
| 陳思蓉 | 阿明媽 | 阿明的媽媽                                                     | 18                     |
| 鄒承恩 | 貝紹棋 | 貝安的爸爸                                                     | 18,31                  |
| 陳彥銘 | 導演   | 翊琪演屍體的導演                                               | 19-20,22,26            |
| 潘慧如 | 潘慧如 | 跟蔣至中吃飯的熟女                                             | 19                     |
| 廖慧珍 | 傅姿宜 | 林大樹國小初戀情人                                             | 26                     |
| 小煜   | 安德魯 | 林大樹的好朋友，特別趕回來參加林大樹的追思PARTY                | 28                     |
| 周定緯 | 王慎言 | 林大樹的好朋友，特別趕回來參加林大樹的追思PARTY                | 28                     |
| 方志友 | 焦恩恩 | 林大樹的好朋友，特別趕回來參加林大樹的追思PARTY                | 28                     |
| 黃迪揚 | 車頭   | 豆哥夜店裡的便宜員工                                           | 28-31,33-35            |
| 翁國豪 | 導演   | 翊琪拍戲導演                                                   | 30,34                  |
| 胡安安 | 胡安安 | 蔣至中的客戶，對蔣至中有好感,但被婉拒                          | 31                     |
| 大根   | 金剛   | 喜歡蜜糖女孩的若穎，為了討好他臥底拍攝PAPAGIRL的練舞影片       | 31-34                  |
| 蕭景鴻 | 阿弟   | Shan男友                                                       | 31                     |
| 楊昇達 | 小刀   |                                                                | 33-34                  |
| 張景嵐 | 小淨   | 皮卡丘前女友                                                   | 12,36-37               |
| 簡浩   | 麥可   | 和翊琪跑步的男生，與翊琪表哥是同性戀                           | 36-38                  |
| 納豆   |        | 翊琪表哥，與麥可是同性戀                                       | 38                     |
| 陳漢典 |        |                                                                |                        |
| 蔡昌憲 | 阿格   | 餐廳小開，是彤彤終結兩年感情空窗期後交的男朋友，拿手好菜是炒飯 | 37                     |

## 電視劇歌曲
| 曲別   | 歌名       | 演唱者     | 作詞     | 作曲     |
| ------ | ---------- | ---------- | -------- | -------- |
| 片頭曲 | I GOT YOU  | 舒子晨     | 陳彥銘   | 大飛     |
| 插曲   | PMAM       | 林采緹     | 武貳柒   | 大飛     |
| 片尾曲 | no control | jim davies | not sure | not sure |

## 製作團隊
- 出品人：劉弘
- 總策劃：高飛、雷振劍

- 導演：陳彥銘(B2)
- 編劇：詹仁雄、吳思惠、焦志浩、謝孟芝、EMMA、劉沿瑲、吳瑞文

- 監製：雷蓉昆
- 總監製：郝舫
- 製作人：劉冠德、黃暐洲
- 製片：羅世軒、陳仕國
- 總製片人：詹仁雄、何春勇

- 出品單位：Letv
- 協力製作：野火娛樂事業有限公司、北金數碼科技(上海)有限公司

## 感謝
- 海角31
- MY貝果
- 天下三絕
- 春天酒店
- 上乘三家
- 永平高中
- 海賊串燒
- 皇后餐廳
- 東吳大學
- 寬和宴會廳
- 詹記麻辣鍋
- 泰美泰式料理
- 復興設計學院
- 典藏藝術灘餐廳
- 法式派翠克餐廳
- 法朵新馬德里鐵板燒
- 光華數位新天地(4、5樓)

桃園
- 桃園民合影城
- 桃園敏盛醫院

宜蘭
- 羅東運動公園
- 宜蘭新月廣場
- 宜蘭閣陸民宿
- 宜蘭友愛百貨
- 宜蘭友愛大飯店
- 羅東幸福星空精品旅店
- 宜蘭堯川日式料理

## 外部連結
- 慾望俱樂部新浪微博
- PMAM之慾望俱樂部FB粉絲專頁（页面存档备份，存于）
- 劲舞青春 Letv樂視網頁面（页面存档备份，存于）